# Bridge City (Luisiana)
Bridge City es un lugar designado por el censo ubicado en la parroquia de Jefferson en el estado estadounidense de Luisiana. En el Censo de 2010 tenía una población de 7706 habitantes y una densidad poblacional de 567,05 personas por km².

## Geografía
Bridge City se encuentra ubicado en las coordenadas 29°56′27″N 90°9′24″O / 29.94083, -90.15667. Según la Oficina del Censo de los Estados Unidos, Bridge City tiene una superficie total de 13.59 km², de la cual 10.83 km² corresponden a tierra firme y (20.3%) 2.76 km² es agua.

## Demografía
Según el censo de 2010, había 7706 personas residiendo en Bridge City. La densidad de población era de 567,05 hab./km². De los 7706 habitantes, Bridge City estaba compuesto por el 39.29% blancos, el 49.52% eran afroamericanos, el 0.57% eran amerindios, el 4.09% eran asiáticos, el 0.03% eran isleños del Pacífico, el 5.18% eran de otras razas y el 1.32% pertenecían a dos o más razas. Del total de la población el 11.47% eran hispanos o latinos de cualquier raza.

## Educación
Las Escuelas Públicas de la Parroquia de Jefferson gestiona escuelas públicas.